# Resina melamminica

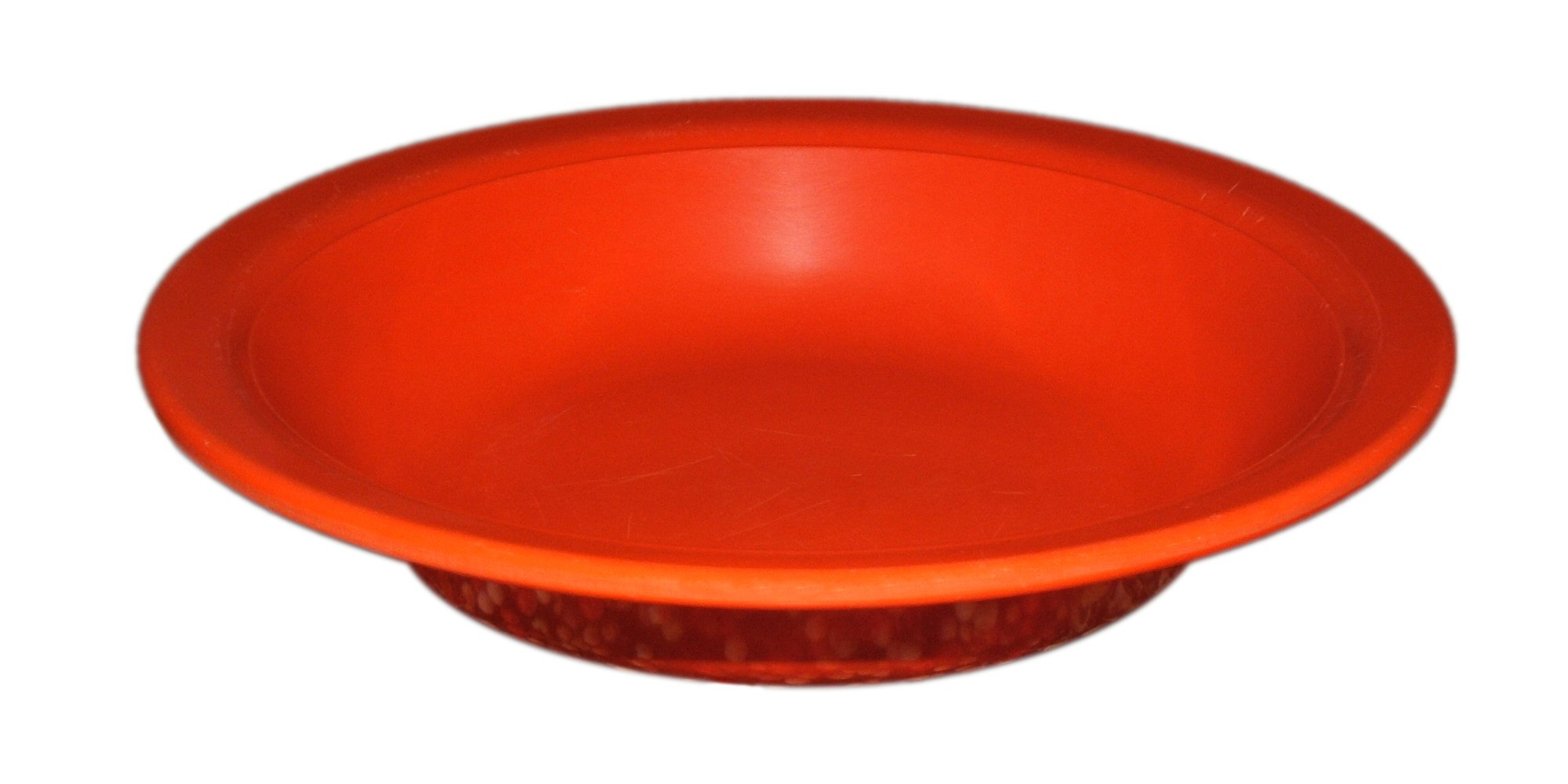
Piatto in resina melamminica

Le resine melamminiche sono resine sintetiche termoindurenti ottenute per policondensazione della formaldeide con la melammina. Si ottiene una resina incolore e inodore, resistente all'acqua, agli agenti chimici, all'abrasione, al calore e con una notevole trasparenza alle radiazioni luminose soprattutto nel violetto.
Il prodotto derivante dalla policondensazione viene poi essiccato, macinato e additivato. La polvere così ottenuta viene stampata a 130-170 °C. Durante lo stampaggio avviene la reticolazione che dà luogo, così, a un polimero infusibile.
Le resine melamminiche sono usate per la produzione di laminati plastici (quali formica e arborite), mobilia da cucina, servizi da tavola (soprattutto piatti), colle e vernici. Una forma speciale di resina melamminica è la schiuma di melamina-formaldeide, usata soprattutto come materiale isolante e fonoassorbente e più recentemente come pulitore abrasivo.
Gli utensili e le ciotole di resina melamminica non sono resistenti alle microonde, in quanto assorbono le radiazioni e si riscaldano. Così come tutti i materiali termoindurenti, la resina melamminica non può essere fusa e perciò non può essere riciclata.
La sigla che identifica la melammina-formaldeide in base alle normative DIN 7728 e 16780 è MF.